# Molnárné Hubbes Éva
Molnárné Hubbes Éva (Sepsiszentgyörgy, 1935. április 14. –) erdélyi magyar könyvtártörténeti szakíró.

## Életútja, munkássága
Középiskolát szülővárosában végzett (1952), a Bolyai Tudományegyetemen történelem szakos tanári oklevelet szerzett (1956). Pályáját Székelyudvarhelyen muzeológusként kezdte (1956-59), Bögözben általános iskolai tanár (1959-61), majd a székelyudvarhelyi Dokumentációs Könyvtár könyvtárosa nyugdíjazásáig (1991). Kutatási területe: művelődéstörténet. Áttekintést adott a város időszaki sajtótermékeinek történetéről (Könyvtári Szemle, 1970/3), a Székelyudvarhelyi Pedagógiai Líceum Évkönyve (1970) számára megírta a kollégiumi könyvtár történetét, a Könyvtár hasábjain Gondolatok a könyvtárban Orbán Balázsról címen értekezik (1979/2). Ugyancsak Orbán Balázsról ír a Székely Útkeresőben (1990).
Művelődési, helytörténeti írásait közölte a Tanügyi Újság, Hargita, 1991-ben a Székely Közélet.
2011-ben Monoki István-díjjal ismerték el munkásságát.

## Művei
- Székelyudvarhely egykori nyomdái és kiadványaik; Erdélyi Gondolat, Székelyudvarhely, 1998
- Ferenczi István: Adatok Északkelet-Erdély középkor-kezdeti magyar települési képéhez; szöveggond. Ferenczi Géza, Hubbes Éva; Erdélyi Gondolat, Székelyudvarhely, 2003
- Benkő Ferenc egyetemjárása. Tanulmány és Benkő Ferenc peregrinációs albuma; Érc- és Ásványbányászati Múzeum, Rudabánya, 2004